# 雲海 (月球)
雲海(拉丁語：Mare Nubium)是月球正面云海盆地中的一块古老、布满凝固岩浆或熔岩，表面微微起伏的低地，位于風暴洋東南方，是月球上七大月海之一，直徑715公里，面積約25.4萬平方公里。

## 构造
云海所位于的“云海盆地”已被认定是前酒海纪系统的一部分，其环盆地周边地质为早雨海世，构成云海的熔岩则形成于晚雨海世。月海西边是爱拉托逊纪的布利奥环形山，这意味着该陨坑比它所在的月海更年轻。坐落在月海南侧边缘上的是皮塔屠斯环形山，而第谷环形山明亮的射纹束从南到西北纵贯整个月海。在月海南部，位于伯特陨石坑和塞比特环形山之间，还分布着一道断层构造—长125公里、高240米的直壁。

## 名称

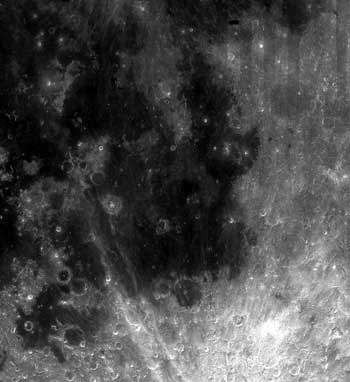
云海，底部第谷环形山发亮的射纹系统穿入了云海

像月球上的大多数其他月海一样，云海也是由意大利天文学家乔瓦尼·巴蒂斯塔·里乔利所命名，其在1651年创建的命名体系已成为标准化的月球地名。此前，威廉·吉尔伯特已在他1600年的月图中将其包含在"南方大陆"(Meridionalis)，荷兰天文学家米迦勒·弗洛伦特·范·朗伦在他1645年的地图中将它标注为"波旁皇族之后海"(Borbonicum)。

## 探索
首张发布的图像是2009年月球勘测轨道飞行器拍摄的云海以南200公里处的月球高地。

## 新闻
2013年9月，西班牙天文学家观察和记录到了一块大岩石击中月球云海表面的撞击事件。

## 参引资料
1. ↑  . Observatorio ARVAL.   [2009-07-04]. （原始内容存档于2012-04-08）.
2. ↑  Галкин И.Н. . Planet Earth and the Universe 15000. Moscow: Nauka. 1988: 111. ISBN 502005951X.
3. ↑  "Rupes Recta". Gazetteer of Planetary Nomenclature. USGS Astrogeology Research Program.
4. ↑  Ewen A. Whitaker, Mapping and Naming the Moon (Cambridge University Press, 1999), p.61.
5. ↑  Ewen A. Whitaker, Mapping and Naming the Moon (Cambridge University Press, 1999), p.15
6. ↑  Ewen A. Whitaker, Mapping and Naming the Moon (Cambridge University Press, 1999), p.41, 198.
7. ↑  加纳, 罗伯特. . 美国宇航局. 2009年7月2日  [2015年2月16日]. （原始内容存档于2009年8月8日）.
8. ↑  . Phys.Org.   [2014-02-25]. （原始内容存档于2015-04-25）.